# Spilichneumon occisorius
Spilichneumon occisorius är en stekelart som först beskrevs av Fabricius 1793.  Spilichneumon occisorius ingår i släktet Spilichneumon och familjen brokparasitsteklar. Arten är reproducerande i Sverige. Inga underarter finns listade i Catalogue of Life.